# Glacier Arago
Le glacier Arago est un glacier des îles Kerguelen dans les Terres australes et antarctiques françaises.

## Toponymie
Le nom du glacier a été donné dès 1908, confirmé en 1913, par Raymond Rallier du Baty qui explora les Kerguelen et reporta le glacier sous ce nom sur sa carte de 1922. Il rend hommage à l'astronome et physicien François Arago.

## Géographie
Le glacier est situé à l'est du massif Rallier du Baty, dans la péninsule Rallier du Baty, entre le mont Henri Rallier du Baty et Le Bicorne. Il est attenant au glacier Jean Brunhes localisé à l'ouest de la crête.